# Banda Lealdade

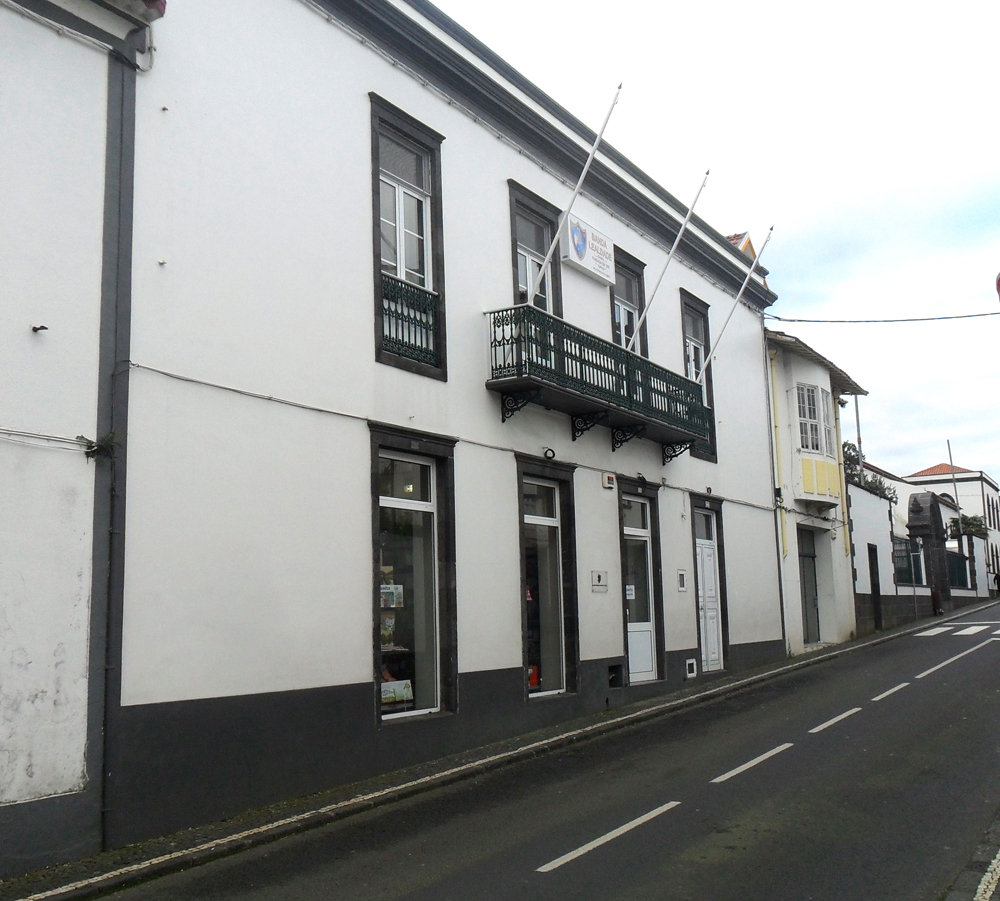
Sede da Banda Filarmónica Lealdade

A Banda Filarmónica Lealdade é uma banda filarmónica que está instalada na freguesia de São Miguel, município de Vila Franca do Campo, na Ilha de São Miguel, Açores, sendo uma das mais antigas dos Açores e a mais antiga do município de Vila Franca do Campo, com 145 anos de existência. A Sede da Banda está situada na Rua Teófilo Braga nº79.

## História
Fundada em 1867 a Banda Lealdade tomou São Miguel (arcanjo) como património e fez do escudo "Quis sicut Deus?”, o seu emblema. Convém realçar que a estreia pública da banda aconteceu no dia 12 de Maio de 1867, ou seja, no Domingo a seguir a 8 de Maio, que corresponde à data da aparição de São Miguel em Itália, onde se venera no maior santuário dedicado àquele Arcanjo no Mundo. A banda tem o seu objetivo de ensinar os mais jovens a crescer como músicos e renascer para seu o futuro na banda. Passando de gerações em gerações, a banda cresceu mais e melhor, participando em concursos, concertos, procissões e intercâmbios de Bandas. A Banda filarmónica também já gravou um CD em 2009 com a Rádio Atlântida.
A Banda Lealdade teve vários maestros, sendo o Maestro Luís Gonzaga o que mais tempo manteve-se na liderança com 30 anos, tanto como maestro e professor. Atualmente e sucedendo ao Maestro Luís Gonzaga está o Sargento Carmino Martins de Melo, maestro e professor da Banda Filarmónica Lealdade desde 2006.
Em 2010 conquistou o “Concursos de Bandas Filarmonia da RDP Antena 1 Açores”, no nível 2.
Em 2011 a Banda Lealdade venceu o II Concurso Filarmonia - 1ª Categoria - realizado na ílha do Pico - Açores, sob organizado da Antena 1 Açores, no âmbito do programa Filarmonia, um dos mais populares da estação de rádio. Em 1917 e 1946, já havia ganho o Certement-Filarmónico, na ilha de Ponta Delgada.

## Ligações Externas
- Site da Banda Lealdade